# The Shocking Miss Emerald
Albums de Caro Emerald
Deleted Scenes from the Cutting Room Floor
(2010)
The Shocking Miss Emerald est le deuxième album studio de la chanteuse néerlandaise Caro Emerald,.
L'album a été écrit et produit par David Schreurs, Vincent Degiorgio, Jan van Wieringen et Emerald, avec des contributions de Wieger Hoogendorp, Robin Veldman et Guy Chambers et est sorti le 3 mai 2013 sur Grandmono Records. Au Royaume-Uni, l'album a été publié par Dramatico. Il comprend les singles Tangled Up et Liquid Lunch.

## Liste des pistes
| No  | Titre                          | Auteur(s)                                                                | Durée |
| --- | ------------------------------ | ------------------------------------------------------------------------ | ----- |
| 1.  | Miss Emerald: Intro            | Jules Buckley                                                            | 0:39  |
| 2.  | One Day                        | David Schreurs, Vincent DeGiorgio                                        | 4:32  |
| 3.  | Coming Back as a Man           | Schreurs, DeGiorgio, Jan Van Wieringen, Robin Veldman, Wieger Hoogendorp | 3:34  |
| 4.  | Tangled Up                     | Schreurs, DeGiorgio, Guy Chambers                                        | 3:17  |
| 5.  | Completely                     | Caroline Van Der Leeuw, Schreurs, DeGiorgio, Hoogendorp                  | 2:29  |
| 6.  | Black Valentine                | Schreurs, DeGiorgio, Van Wieringen, Veldman, Hoogendorp                  | 5:03  |
| 7.  | Pack Up the Louie              | Schreurs, DeGiorgio                                                      | 3:33  |
| 8.  | I Belong to You                | Schreurs, DeGiorgio, Carl Sigman, Bert Kaempfert, Herbert Rehbein        | 3:27  |
| 9.  | The Maestro                    | Van Der Leeuw, Schreurs, DeGiorgio, Van Wieringen, Daan Herweg           | 2:37  |
| 10. | Liquid Lunch                   | Schreurs, DeGiorgio, Van Wieringen, Veldman, Hoogendorp                  | 3:59  |
| 11. | Excuse My French               | Schreurs, DeGiorgio                                                      | 3:52  |
| 12. | Paris                          | Van Der Leeuw, Schreurs, DeGiorgio, Hoogendorp                           | 4:47  |
| 13. | My 2 Cents                     | Van Der Leeuw, Schreurs, DeGiorgio                                       | 3:45  |
| 14. | The Wonderful in You           | Van Der Leeuw, DeGiorgio, Hoogendorp                                     | 3:10  |
| 15. | Tell Me How Long (titre bonus) | Schreurs, Degiorgio, Van Der Leeuw                                       | 2:29  |

| Pays        | Date       | Label                        | Format                       |
| ----------- | ---------- | ---------------------------- | ---------------------------- |
| Pays-Bas    | 3 mai 2013 | Enregistrements Grandmono    | CD, téléchargement numérique |
| Royaume-Uni | 6 mai 2013 | Grandmono Records, Dramatico | CD, téléchargement numérique |